# Mikkel Kirkeskov
Mikkel Kirkeskov (Aarhus, 5 september 1991) is een Deens voetballer die doorgaans als linkervleugelverdediger speelt. In juli 2024 verruilde hij Holstein Kiel voor Preußen Münster.

## Clubloopbaan

### Jeugd
Kirkeskov voetbalde tot zijn 14e bij VRI. Vanwege een samenwerkingsverband met Aarhus GF maakte hij in 2005 de overstap naar hun jeugdacademie. Hij doorliep alle elftallen om op 17-jarige leeftijd een vaste waarde te worden in de onder 19. Hij ondertekende in december 2008 een jeugdcontract dat hem tot 2011 aan de club zou verbinden.

### Aarhus GF
In de voorbereiding op het seizoen 2009/10 werd Kirkeskov samen met Casper Sloth definitief aan de selectie van het eerste elftal toegevoegd. In de voorafgaande maanden had hij regelmatig meegetraind en af en toe een oefenwedstrijd gespeeld. Op 31 oktober werd hij voor de eerste keer door trainer Erik Rasmussen voor de thuiswedstrijd tegen FC Midtjylland bij de eerste selectie gehaald. Hij bleef de gehele wedstrijd op de bank. In het seizoen 2010/11 maakte hij op 17 november zijn eerste minuten in het eerste elftal tijdens de uitwedstrijd tegen FC Fredericia. In het Monjasa Park kwam hij in de rust in het veld voor Adam Eckersley. Door het vertrek in de winterstop van Michael Lumb naar Zenit Sint-Petersburg kreeg Kirkeskov zijn kans en stond hij in de eerste wedstrijd in 2010 tegen Hobro IK in de basis. Hij deed dit naar tevredenheid waardoor hij zijn basisplaats de rest van het seizoen niet meer verloor en zijn contract met twee jaar tot 2013 werd verlengd. Kirkeskov werd aan het einde van het seizoen met Aarhus kampioen van de 1. division. In het seizoen 2011/12 lukte het hem niet om op het hoogste niveau in Denemarken een basisplaats te veroveren. In de vijfde competitieronde maakte hij zijn eerste minuten in de Superligaen toen hij in de uitwedstrijd Silkeborg IF in de 80e minuut door de nieuwe trainer Peter Sörensen in de ploeg werd gebracht. Hij wist pas aan het einde van het seizoen zich een plek in het elftal te veroveren waardoor hij een bijdrage kon leveren aan het behalen van de vijfde plaats. Een plek die recht gaf op Europees voetbal. Het seizoen 2012/13 betekende zijn doorbraak. Hij kwam tot 30 competitiewedstrijden waarvan de meeste in de basis. Hij maakte daarnaast zijn Europese debuut tijdens een kwalificatiewedstrijd voor de Europa League. In de met 3-1 verloren terugwedstrijd tegen Dila Gori uit Georgië stond hij in het Tengiz Boerdzjanadzestadion 90 minuten op het veld. In Aarhus was reeds met 1-2 verloren waardoor Kirkeskov en zijn ploeggenoten werden uitgeschakeld. In oktober verlengde hij zijn contract met één jaar tot de zomer van 2015. In zijn laatste seizoen ontbrak hij één wedstrijd en mistte geen minuten in de overige wedstrijden. Hij speelde op 18 mei 2014 zijn laatste wedstrijd en om niet stil te staan in zijn ontwikkeling maakte hij in de zomer na 105 wedstrijden te hebben gespeeld de overstap naar Odense BK.

### Odense BK
Kirkeskov tekende een driejarig contract. In de derde competitieronde op 2 augustus 2014 liet trainer Troels Bech hem als linkermiddenvelder zijn debuut in de basis maken tijdens de thuiswedstrijd tegen Aalborg BK. Hij speelde de volledige 90 minuten mee. Na de twaalfde competitieronde raakte hij steeds meer op het tweede plan en kwam voornamelijk als wisselspeler enkele wedstrijden in actie. In zijn tweede seizoen bij de club van het eiland Funen begon hij wederom sterk. In de eerste zes competitiewedstrijden startte hij in de basis maar daarna verdween hij uit het elftal. In de winterstop besloot hij de club te gaan verlaten en zijn carrière voort te zetten bij Aalesund uit Noorwegen.

### Aalesund
Op 11 maart 2016 maakte hij zijn debuut tijdens de thuiswedstrijd tegen Stabæk. Trainer Trond Fredriksen liet hem in het Nadderudstadion starten vanaf de eerste minuut. In de rest van het seizoen mistte hij alleen de wedstrijd tegen Odd wegens een derde gele kaart. In de met 2-0 gewonnen wedstrijd op 31 juli tegen Lillestrøm maakte hij zijn eerste doelpunt in het betaalde voetbal. In de 49e minuut bracht hij zijn ploeg via een vrije schop op een 1-0 voorsprong. Zijn tweede seizoen in de Eliteserien kende veel overeenkomsten met het vorige. Dit keer ontbrak hij één wedstrijd omdat hij in de wedstrijd tegen de meest noordelijke profclub van Noorwegen Tromsø IL met twee keer geel van het veld werd gestuurd door scheidsrechter Kai Erik Steen. Kirkeskov eindigde met Aalesund op de 15e plaats en degradeerde naar de 1. divisjon. Hij zou geen wedstrijd spelen op het 2e niveau omdat hij voor een half jaar werd verhuurd aan Piast Gliwice en hij na deze periode de definitieve overstap maakte naar deze Poolse club.

#### Verhuur aan Piast Gliwice
In februari 2018 werd Kirkeskov tot het eind van het seizoen verhuurd en in het contract een mogelijkheid met een optie tot koop werd opgenomen. Op 7 april bracht trainer Waldemar Fornalik hem voor de eerste keer in de ploeg tijdens de thuiswedstrijd tegen Nieciecza. Hij kwam in de 33e minuut in de ploeg. Door op de laatste speeldag met 4-0 te winnen van Nieciecza werd degradatie ter nauwer nood voorkomen. Aan het einde van het seizoen besloot Piast gebruik te maken van de optie en Kirkeskov over te nemen.

### Piast Gliwice
In het seizoen 2018/19 was Kirkeskov een van de steunpilaren in het behalen van het kampioenschap in de Ekstraklasa. Hij ontbrak alleen in de wedstrijd tegen Legia Warschau wegens een schoring. In alle andere wedstrijden speelde hij de volledige 90 minuten mee. In de 22e competitieronde op 15 februari maakte hij in de met 4-0 gewonnen thuiswedstrijd tegen Lech Poznań zijn eerste doelpunt in Poolse dienst. In de 66e minuut scoorde hij vanuit een vrije trap. Vanwege het kampioenschap maakte Kirkeskov in het seizoen daarop zijn debuut in de Champions League. Hij speelde beide kwalificatiewedstrijden mee tegen BATE Borisov. In de heenwedstrijd in Wit-Rusland werd met 1-1 gelijkgespeeld terwijl in het eigen Stadion GKS Piast met 1-2 verloren werd. Hierop volgden twee kwalificatiewedstrijden in de Europa League tegen Riga waarin hij wederom beide keren in actie kwam. Na een 3-2 overwinning volgde een 2-1 verlies in Estland was het Europees voetbal voor Kirkeskov voorbij. In de competitie ontbrak hij wederom één wedstrijd en stond hij de andere wedstrijden de volledige 90 minuten op het veld. Dit keer eindigde hij met Piast op de derde plaats. In zijn derde seizoen strandde Kirkeskov in de 3e ronde van de Europa League na een 3-0 verlies in Denemarken tegen FC Kopenhagen. In de competitie verliep het moeizaam en werd pas op de negende speeldag in de uitwedstrijd tegen Górnik Zabrze voor de eerste keer gewonnen. Dit was tevens zijn laatste wedstrijd. Hij besloot om zijn loopbaan in de 2. Bundesliga in Duitsland voort te zetten en tekende in december een contract bij Holstein Kiel.

### Holstein Kiel
In de winterstop van het seizoen 2021/22 tekende Kirkeskov een contract tot 2023 bij de Noord-Duitse ploeg waarbij hij transfervrij overkwam. Op 27 januari maakte hij na vier wedstrijden op de bank te hebben gezeten zijn eerste minuten in de uitwedstrijd tegen SC Paderborn. Trainer Ole Werner liet hem in de 39e minuut invallen voor de geblesseerd geraakte Johannes van den Bergh. In de vijf daaropvolgende wedstrijden stond hij als linkervleugelverdediger vanaf de aftrap in het veld. De rest van het seizoen 2020/21 kwam hij alleen nog in actie tijdens de play-off wedstrijden voor promotie/degradatie tegen 1. FC Köln. In de met 0-1 gewonnen heen wedstrijd in Köln zat hij op de bank. In de met 1-5 verloren thuiswedstrijd kwam hij in de 63e minuut in de ploeg voor Marco Komenda. Vanwege deze uitslag werd niet gepromoveerd naar de Bundesliga en bleef Kirkeskov met Kiel in de 2. Bundesliga voetballen. Het seizoen 2021/22 begon goed voor Kirkeskov. Tot aan de winterstop stond hij regelmatig in de basis en maakte hij zijn minuten. Na de winterstop raakte hij geblesseerd aan zijn achillespees. In de 33e speelronde maakte hij zijn comeback in de thuiswedstrijd tegen 1. FC Nürnberg. Hij kwam in de 83e minuut in het veld voor Julian Korb. Kirkeskov kende met Kiel een succesvolle jaargang in de DFB-Pokal. In de eerste ronde zag hij vanaf de bank dat zijn teamgenoten na strafschoppen wonnen van Bayern München. In de tweede ronde werd wederom na strafschoppen gewonnen. Dit keer ten koste van SV Darmstadt. Kirkeskov stond de volledige 120 minuten op het veld en was een van de schutters in de penaltyreeks. In de kwartfinale won hij met Kiel de uitwedstrijd tegen Rot-Weiss Essen met 0-3. In de halve finale moest hij vanaf de bank toe zien dat in het Signal Iduna Park met 5-0 werd verloren van Borussia Dortmund. In zijn derde seizoen werd Kirkeskov vanaf de achtste competitieronde een vaste waarde in het team van de nieuwe trainer Marcel Rapp en startte hij de meeste wedstrijden in de basis. Aan het einde van het seizoen werd zijn contract niet verlengd. Hij besloot om terug te keren naar Polen en om voor Zagłębie Lubin te gaan spelen.

### Zagłębie Lubin
In de zomer van 2023 werd bekend dat Kirkeskov een contract tot 2025 had ondertekend voor de Poolse club. Hij werd hierdoor verenigd met zijn voormalige Piast trainer Fornalik. In de zesde competitieronde op 27 augustus kwam hij voor de eerste keer in actie. In de met 2-0 verloren uitwedstrijd tegen Korona Kielce verscheen hij in de 42e minuut in het veld. In de acht daaropvolgende wedstrijd stond hij in het basiselftal. Hij voldeed niet aan de verwachtingen waardoor zijn contract in de winterstop met wederzijds goedvinden werd ontbonden.

### Terugkeer naar Holstein Kiel
Om in conditie te blijven trainde Kirkeskov mee bij zijn voormalige ploeg. In de eerste selectie had men te maken met een blessuregolf waardoor hij als achtervang gehaald werd en hij een contract tekende tot het einde van het seizoen 2023/24. Op 2 februari 2024 maakte hij zijn comeback tijdens de uitwedstrijd tegen 1. FC Magdeburg. Hij kwam in de 82e minuut in het veld voor Komenda. Zijn inzet bleef beperkt tot zes wedstrijden waardoor hij aan het einde van het seizoen besloot om Kiel te verlaten en zijn carrière voort te zetten bij het net naar de 2. Bundesliga gepromoveerde Preußen Münster.

### Preußen Münster
In de zomer van 2024 tekende Kirkeskov een contract met onbekende looptijd bij de club uit Münster. Op 4 augustus 2024 maakte hij zijn debuut in de 2. Bundesliga tijdens een uitwedstrijd tegen Greuther Fürth. In de met 3-1 verloren duel liet trainer Sascha Hildmann hem in de basis starten. In de zesde competitieronde op 22 september verloor vast aanvoerder Marc Lorenz zijn basisplaats en nam Kirkeskov zijn rol in het team over. In de eerste competitiehelft speelde hij alle wedstrijden de volledige 90 minuten.

## Clubstatistieken
| Seizoen                         | Club            | Competitie      | Competitie | Competitie | Beker | Beker | Internationaal | Internationaal | Overig | Overig | Totaal | Totaal |
| Seizoen                         | Club            | Competitie      | Wed.       | Dlp.       | Wed.  | Dlp.  | Wed.           | Dlp.           | Wed.   | Dlp.   | Wed.   | Dlp.   |
| ------------------------------- | --------------- | --------------- | ---------- | ---------- | ----- | ----- | -------------- | -------------- | ------ | ------ | ------ | ------ |
| 2010/11                         | Aarhus GF       | 1. division     | 13         | 0          | 0     | 0     | 0              | 0              | 0      | 0      | 13     | 0      |
| 2011/12                         | Aarhus GF       | 1. division     | 16         | 0          | 3     | 0     | 0              | 0              | 0      | 0      | 19     | 0      |
| 2012/13                         | Aarhus GF       | Superligaen     | 30         | 0          | 2     | 0     | 1              | 0              | 0      | 0      | 33     | 0      |
| 2013/14                         | Aarhus GF       | Superligaen     | 32         | 0          | 3     | 0     | 1              | 0              | 0      | 0      | 36     | 0      |
| 2014/15                         | Aarhus GF       | 1. division     | 1          | 0          | 0     | 0     | 0              | 0              | 0      | 0      | 1      | 0      |
| 2014/15                         | Odense BK       | Superligaen     | 14         | 0          | 1     | 0     | 0              | 0              | 0      | 0      | 15     | 0      |
| 2015/16                         | Odense BK       | Superligaen     | 9          | 0          | 2     | 0     | 0              | 0              | 0      | 0      | 11     | 0      |
| 2016                            | Aalesund        | Eliteserien     | 29         | 2          | 3     | 0     | 0              | 0              | 0      | 0      | 32     | 2      |
| 2017                            | Aalesund        | Eliteserien     | 28         | 0          | 3     | 0     | 0              | 0              | 0      | 0      | 31     | 0      |
| 2017/18                         | → Piast Gliwice | Ekstraklasa     | 7          | 0          | 0     | 0     | 0              | 0              | 0      | 0      | 7      | 0      |
| 2018/19                         | Piast Gliwice   | Ekstraklasa     | 36         | 2          | 0     | 0     | 0              | 0              | 0      | 0      | 36     | 2      |
| 2019/20                         | Piast Gliwice   | Ekstraklasa     | 36         | 0          | 1     | 0     | 4              | 0              | 1      | 0      | 42     | 0      |
| 2020/21                         | Piast Gliwice   | Ekstraklasa     | 7          | 0          | 1     | 0     | 3              | 0              | 0      | 0      | 11     | 0      |
| 2020/21                         | Holstein Kiel   | 2. Bundesliga   | 6          | 0          | 2     | 0     | 0              | 0              | 1      | 0      | 9      | 0      |
| 2021/22                         | Holstein Kiel   | 2. Bundesliga   | 14         | 0          | 1     | 0     | 0              | 0              | 0      | 0      | 15     | 0      |
| 2022/23                         | Holstein Kiel   | 2. Bundesliga   | 26         | 0          | 0     | 0     | 0              | 0              | 0      | 0      | 26     | 0      |
| 2023/24                         | Zaglebie Lubin  | Ekstraklasa     | 9          | 0          | 0     | 0     | 0              | 0              | 0      | 0      | 9      | '0     |
| 2023/24                         | Holstein Kiel   | 2. Bundesliga   | 6          | 0          | 0     | 0     | 0              | 0              | 0      | 0      | 6      | 0      |
| 2024/25                         | Preußen Münster | 2. Bundesliga   | 17         | 0          | 1     | 0     | 0              | 0              | 0      | 0      | 18     | 0      |
| Carrière totaal                 | Carrière totaal | Carrière totaal | 336        | 4          | 23    | 0     | 9              | 0              | 2      | 0      | 370    | 4      |
| Bijgewerkt tot 25 december 2024 |                 |                 |            |            |       |       |                |                |        |        |        |        |

## Interlandloopbaan
Kirkeskov kwam uit voor diverse Deense nationale jeugdelftallen waarmee hij nooit actief was op een eindronde. Hij speelde tot op heden twee onofficiële wedstrijden voor het Deense elftal. 

### Deense jeugdelftallen
Op 2 maart 2010 maakte hij in een oefeninterland met Denemarken –19 zijn debuut tegen België. Hij kwam in de 78e minuut in het veld. Hij liep in 2012 met Denemarken –21 het Europees kampioenschap in Israël mis door in twee kwalificatiewedstrijden van Spanje te verliezen. De tweede wedstrijd op 16 oktober was zijn laatste interland. Hij kwam tot 10 jeugdinterlands en hij speelde hierbij samen met onder andere Frederik Rønnow, Daniel Høegh, Thomas Delaney en Anders Christiansen.

### Interlandstatistieken
| Jeugdinterlands van Mikkel Kirkeskov voor Denemarken | Jeugdinterlands van Mikkel Kirkeskov voor Denemarken | Jeugdinterlands van Mikkel Kirkeskov voor Denemarken | Jeugdinterlands van Mikkel Kirkeskov voor Denemarken | Jeugdinterlands van Mikkel Kirkeskov voor Denemarken | Jeugdinterlands van Mikkel Kirkeskov voor Denemarken |
| №                                                    | Datum                                                | Wedstrijd                                            | Uitslag                                              | Soort Wedstrijd                                      | Doelpunten                                           |
| Als speler bij Denemarken –19                        | Als speler bij Denemarken –19                        | Als speler bij Denemarken –19                        | Als speler bij Denemarken –19                        | Als speler bij Denemarken –19                        | Als speler bij Denemarken –19                        |
| ---------------------------------------------------- | ---------------------------------------------------- | ---------------------------------------------------- | ---------------------------------------------------- | ---------------------------------------------------- | ---------------------------------------------------- |
| 1.                                                   | 2 maart 2010                                         | België – Denemarken                                  | 1 – 3                                                | Vriendschappelijk                                    |                                                      |
| Als speler bij Denemarken –20                        |                                                      |                                                      |                                                      |                                                      |                                                      |
| 1.                                                   | 31 mei 2011                                          | Denemarken – Oostenrijk                              | 2 – 1                                                | Vriendschappelijk                                    |                                                      |
| 2.                                                   | 18 april 2012                                        | Denemarken – Italië                                  | 1 – 3                                                | Vriendschappelijk                                    |                                                      |
| Als speler bij Denemarken –21                        |                                                      |                                                      |                                                      |                                                      |                                                      |
| 1.                                                   | 28 mei 2012                                          | Ierland – Denemarken                                 | 1 – 2                                                | Vriendschappelijk                                    |                                                      |
| 2.                                                   | 5 juni 2012                                          | Denemarken – Noord-Macedonië                         | 6 – 5                                                | EK-kwalificatie                                      |                                                      |
| 3.                                                   | 15 augustus 2012                                     | Faeröer – Denemarken                                 | 1 – 1                                                | EK-kwalificatie                                      |                                                      |
| 4.                                                   | 7 september 2012                                     | Denemarken – Servië                                  | 1 – 1                                                | EK-kwalificatie                                      |                                                      |
| 5.                                                   | 10 september 2012                                    | Denemarken – Noord-Ierland                           | 3 – 0                                                | EK-kwalificatie                                      |                                                      |
| 6.                                                   | 11 oktober 2012                                      | Spanje – Denemarken                                  | 5 – 0                                                | EK-kwalificatie                                      |                                                      |
| 7.                                                   | 16 oktober 2012                                      | Denemarken – Spanje                                  | 1 – 3                                                | EK-kwalificatie                                      |                                                      |
| Bijgewerkt tot 18 februari 2024                      |                                                      |                                                      |                                                      |                                                      |                                                      |

### Deens elftal
Kirkeskov werd door bondscoach Morten Olsen geselecteerd voor een gecombineerde oefentrip met de onder 21 en het Deense elftal waarvan de wedstrijden niet werden aangemerkt als een officiële interland. Op 26 januari 2021 speelde hij mee tijdens de met 0-4 gewonnen wedstrijd in en tegen Canada. Hij startte in de basis en gaf in de 66e minuut de assist aan Andreas Cornelius voor het vierde Deense doelpunt. Een paar dagen speelde hij tegen Mexico het tweede duel. In deze twee wedstrijden speelde hij onder andere samen met Nicolai Jørgensen, Dennis Rommedahl, Michael Silberbauer en Yussuf Poulsen. Vanwege zijn goede prestaties werd hij voor de eerstvolgende officiële oefeninterland tegen Noord-Macedonië door Olsen opnieuw geselecteerd. Hij bleef de gehele wedstrijd in Skopje op de reservebank.

## Erelijst
| Competitie    |           |           |           |           |
| Competitie    | Aantal    | Jaren     |           |           |
| Aarhus GF     | Aarhus GF | Aarhus GF | Aarhus GF | Aarhus GF |
| ------------- | --------- | --------- | --------- | --------- |
| 1. division   | 1x        | 2011/12   |           |           |
| Piast Gliwice |           |           |           |           |
| Ekstraklasa   | 1x        | 2018/19   |           |           |